# Полемон II
Марк Антоній Полемон II Піфодор Філогерманік Філопатор (грец. Μάρκος Αντώνιος Πολέμων Πυθόδωρο, 12 до н. е./11 до н. е. — 74) — останній цар Понту і Колхіди у 38—63 роках, цар Боспору у 38-41роках, Кілікії у 38-74.

## Життєпис
Походив з династії Піфодоридів. Син Полемона I, царя Боспору, Понту, Колхіди, Малої Вірменії та частини Кілікії, і Піфодориди I, онуки Марка Антонія, праонуки Мітрідата VI Евпатора і Тиграна I.
Народився у 12 або 11 році до н. е. Дитиною втратив батька, який загинув у війні у азійській частині Боспорського царства з племенем аспургіан у 8 році до н. е. Після шлюбу його матері з Архелаєм, царем Капподокії, Полемон Піфодор разом з родичами перебрався до Мазаки, столиці цієї держави. Після смерті вітчима у 17 році повернувся до Понту.
Тривалий час мешкав в Синопі, але не був допущений до влади спочатку матір'ю, а потім сестрою Антонією Тріфеною. У 27 році Понту та інші батьківські землі рішенням римського імператора Тиберія приєднано до Риму.
Лише у 38 після сходження на трон імператора Калігули, Полемон домігся повернення Понту, Колхіди та частини Кілікії. Зберігав вірність імператору, сприяючи посиленню римського впливу в Закавказзі. Сприяв економічному розвитку своїх земель, зокрема було відроджено торговельний флот, в Колхіді активно використовувалися копальні корисних металів.
У 39 Калігула передав Полемону II Боспорське царство, але він не зміг його захопити. У 41 році римський імператор Клавдій відібрав у Полемона II Боспорське царство, розширивши його володіння в Кілікії. У 47 році разом з Антіохом IV, царем Коммагени Полемон II в Кілікії провів спортивні ігри на честь Клавдія.
У 50 перебував з візитом в Юдеї, де його урочисто зустрів місцевий цар Ірод Агріппа II. Тут було домовлено про шлюб з сестрою останнього Береніка, натомість Полемон II перейшов у юдаїзм. Втім, цей шлюб тривав недовго. Після його розірвання цар Понту і Колхіди повернувся до поганства. 

Відповідно до більшості джерел, у шлюбі з Беренікою перебував двоюрідний брат Палемона ІІ - цар Кілії Марк Антоній Полемо II.
Полемон ІІ оженився на представниці царського роду м. Емеса (Сирія) Юлії Мамаї. Від цього шлюбу мав 2 синів. Десь після 60 року перейменував місто Фанізан на Полемонію. У 63 році римський імператор Нерон конфіскував усі володіння Полемона II, окрім Кілікії. Причини цього достеменно не виявлені: або Нерон міг підозрювати понтійського царя у можливій зраді або намагався зміцнити позицію Риму напередодні великої війни з Парфією.
Після цього Полемон II правив своєю Гірською Кілікією до самої смерті у 74 році.

## Родина
?. Дружина — Береніка, донька Ірода Агріппи I, царя Юдеї.
дітей не було
2. Юлія Мамай, донька Сампсікерама, царя Емеси.
Діти:
- Полемон Евпатор
- Реметалк Філоцезар

## Зауваження
1. ↑  Діти відомі з напису в Амфіполі (ном Серрес), що був написаний в пам'ять про Полемона II та двох його синів. Датується др. пол. І ст. н.е.